# جيسون رضائيان

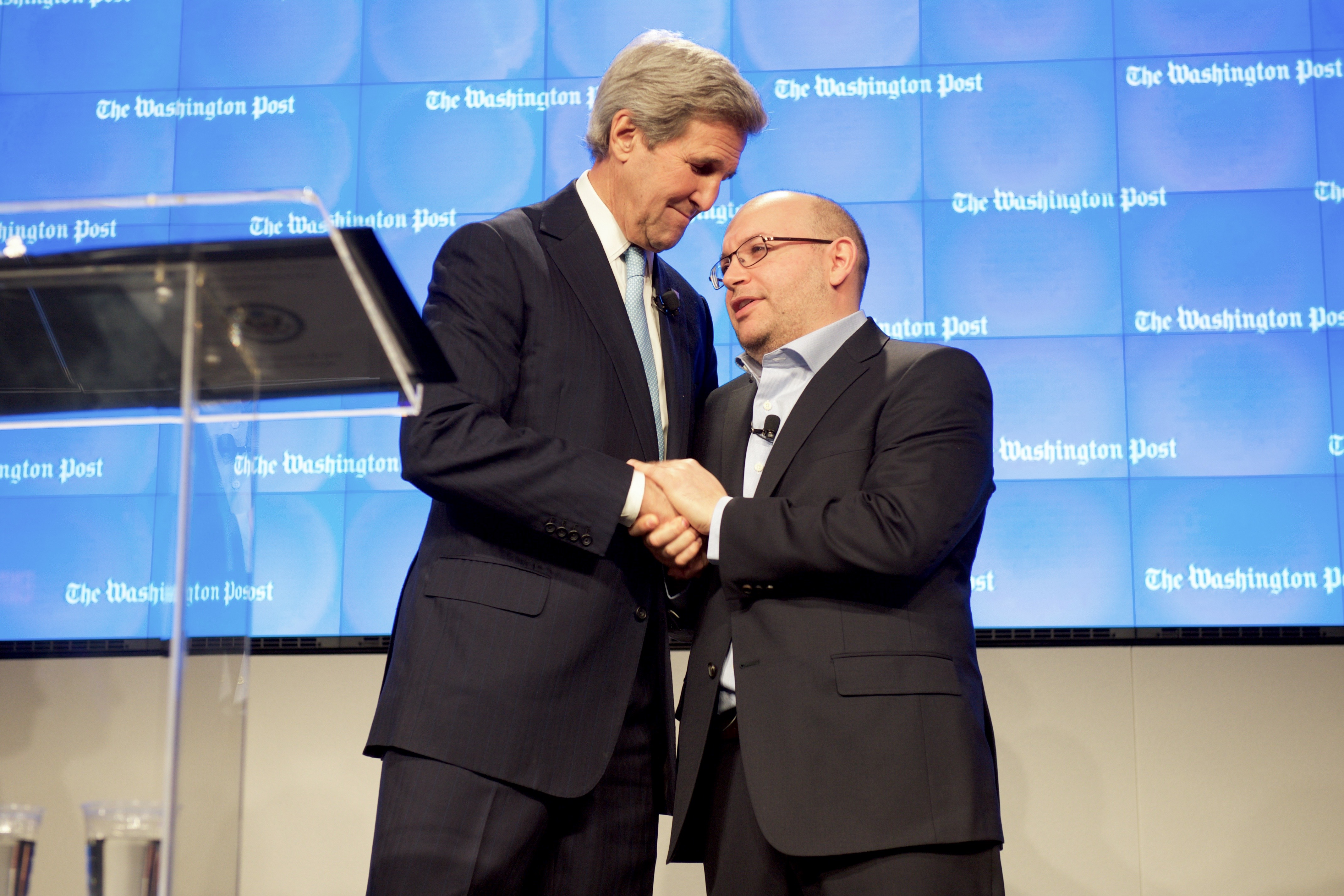
جون كيري وجيسون رضائيان

جيسون رضائيان (مواليد 1976م) هو صحفي إيراني أمريكي، شغل منصب مدير مكتب صحيفة واشنطن بوست في طهران.
في 22 يوليو 2014، اعتقلته السلطات الإيرانية مع زوجته يجانة صالحي، وهي صحفية أيضا، واحتجزتهما بتهمة التجسس. أفرج عن زوجته في 6 أكتوبر بكفالة. لكن رضائيان ظل رهن الاعتقال ووُضِع في سجن إفين الإيراني، وهو مركز اعتقال في طهران معروف بسجن السياسيين والمثقفين. بعد تسعة أشهر في 20 أبريل 2015، أُعلن أن السلطات الإيرانية وجهت إليه 4 تهم وهي الجاسوسية، والتعاون مع حكومات معادية، وتجميع معلومات سرية، والدعاية ضد الحكومة الإيرانية. بدأت محاكمته في 26 مايو 2015. وأُعلن عن إدانته في 11 أكتوبر 2015. وحكمت عليه المحكمة حكما بالسجن لمدة غير محددة. قضى رضائيان في المجموع 18 شهرا في السجن ثم في 16 يناير 2016، افرجت إيران عنه وعن ثلاثة سجناء أمريكيين اخرين تزامنا مع دفع الولايات المتحدة لإيران مبلغاً نقديا قدره مليار و700 مليون دولار.
في عام 2019، تم إنتاج مسلسل باسم غاندو في إيران، يروي تفاصيل قصة اعتقال جيسون رضائيان وإطلاق سراحه.

## السيرة الذاتية
ينحدر جيسون رضائيان من أب إيراني وأم أمريكية. ولد في تاريخ 15 مارس 1976، ونشأ في مقاطعة مارين، كاليفورنيا، في منطقة خليج سان فرانسيسكو. هاجر والده الراحل، تقي، إلى الولايات المتحدة من إيران في العام 1959. وانتقلت والدته ماري من مقاطعة مارين إلى تركيا بعد وفاة زوجها. يحمل جيسون الجنسيتين الأميركية والإيرانية.
كان رضائيان مقيمًا في إيران كصحفي منذ عام 2009. في عام 2012 أصبح مدير مكتب صحيفة واشنطن بوست في طهران. زوجته، يجانة صالحي، مواطنة إيرانية ومراسلة لصحيفة ذا ناشيونال، وهي صحيفة مقرها في الإمارات العربية المتحدة.

## الإعتقال والسجن
في ليلة 22 يوليو 2014، داهمت قوات الأمن الإيرانية منزل جيسون رضائيان في طهران واعتقلته مع زوجته، يجانة صالحي. وبحسب ما ورد صادرت القوات أجهزة الكمبيوتر والكتب والمذكرات. في 24 يوليو نشرت واشنطن بوست أنباء عن اعتقاله لأول مرة. في 25 يوليو، أكد رئيس السلطة القضائية في طهران غلام حسين اسماعيلي الاعتقال. وقال:«اننا في مرحلة التحقيق. اعتقد انه سيكون في امكاننا اعطاء معلومات بعد الاستجواب والدرس التقني». ولم يوضح سبب اعتقالهم. وأضاف: «إن قوات الامن تفرض رقابة تامة على البلاد وتراقب انشطة الاعداء. لن نسمح بان يصبح بلدنا ارضية لانشطة الاعداء وعملاءهم».
في 6 أكتوبر تم إطلاق سراح زوجة رضائيان بكفالة. لم تكشف السلطات الإيرانية عن مكان رضائيان وظروفه. لكن اخبر مسؤولون من القضاء الإيراني ووزارة الثقافة والإرشاد الإسلامي الصحفيين أن القضية «مرتبطة بالأمن» وأن التحقيق فيها «خطير».
في 7 ديسمبر، أعلنت وزارة الخارجية الأمريكية أن رضائيان احتجز بتهم غير محددة. ووفقًا لما ذكرته الدولة، فقد تم رفض الإفراج عنه بكفالة، ولم يُسمح له بالتحدث مع محاميه. وفي بيان، كرر الوزير جون كيري مطالبته لإطلاق سراح رضائيان، وكذلك أمريكيين آخرين محتجزين في إيران.
في 15 يناير 2015، أخبر المدعي العام الإيراني وسائل الإعلام الرسمية أنه سيتم محاكمة رضائيان في محكمة ثورية بتهم غير محددة. وبعد أكثر من سبعة أشهر من الاحتجاز، مُنح رضائيان إذناً لتوظيف محامي معتمد لدى المحكمة.
في 20 أبريل 2015، ذكرت صحيفة واشنطن بوست أن السلطات الإيرانية اتهمت رضائيان بالتجسس وثلاث جرائم خطيرة أخرى، وهي التعاون مع حكومات معادية، وتجميع معلومات سرية، والقيام بأنشطة دعائية مناهضة لنظام إيران.

## محاكمته
بدأت محاكمة رضائيان في 26 مايو 2015 وانعقدت في الفرع 15 من محكمة الثورة بطهران خلف أبواب مغلقة. وتمت محاكمته في أربعة جلسات. في 22 نوفمبر، قال متحدث باسم القضاء الإيراني إن جيسون حُكم عليه بالسجن، لكنه لم يقدم مزيدًا من التفاصيل.

## الإفراج عنه
في 16 يناير 2016، تم الإعلان عن إطلاق سراح رضائيان مع ثلاثة سجناء آخرين مزدوجي الجنسية. وفي المقابل افرجت السلطات الاميركية عن سبعة معتقلين إيرانيين في الولايات المتحدة.
وفي نفس اليوم، دفعت الولايات المتحدة مبلغاً نقديا قدره مليار و700 مليون دولار لإيران. وقد جرى دفعه بعملات أخرى غير الدولار منها الفرنك السويسري واليورو، من بنوك مركزية في سويسرا وهولندا، ونقلتها طائرة شحن في صناديق خشبيه، وفق ما قاله المسؤولون.
أعلن وزير الخارجية الأمريكي جون كيري عن سداد مبلغ 400 مليون دولار، من أصل مبلغ يصل مع فوائده 1.7 مليار دولار إلى إيران؛ بسبب عدم تسليم طائرات حربية في صفقة تم الاتفاق عليها بين الجانبين قبل الثورة الإيرانية، والتي جمدت بعد ذلك بسبب العقوبات الدولية.
لكن وصفت صحيفة وول ستريت جورنال الأمريكية هذه الأموال بأنها كانت فدية دفعتها واشنطن «سرّاً» من أجل إطلاق سراح المحتجزين.
نفت واشنطن بانها تكون فدية للمعتقلين.
ذكرت صحيفة «صبح نو» الإيرانية انه«كانت أهمية جيسون رضائيان بالنسبة لأوباما، رئيس الولايات المتحدة وأصدقائه الديمقراطيين إلى حد بحيث كان وزير الخارجية جون كيري يشير اليه في جميع المحادثات النووية تقريبا. وقالت وكيلة وزارة الخارجية ويندي شيرمان في إحدى المحادثات إنه سيتم التخلي عن المحادثات إذا لم يتم تبادل جيسون».
التقى الرئيس أوباما في وزارة الخارجية مع مراسل صحيفة واشنطن بوست جيسون رضائيان بعد شهر من الإفراج عنه، وقال جوش إيرنست السكرتير الصحفي للبيت الأبيض: «من الواضح أن الرئيس وعدد من أعضاء فريقه خصصوا الكثير من الوقت والطاقة لضمان إطلاق سراح جيسون». «وبالتأكيد أننا سعداء بعودته إلى الولايات المتحدة، وكان الرئيس سعيدًا لأننا سنحت لنا الفرصة للترحيب به شخصيًا في الوطن.»